# Jean Obeid
Jean Obeid (جان عبيد; Alma, 8 maggio 1939 – Beirut, 8 febbraio 2021) è stato un politico e giornalista libanese, ministro degli Esteri dal 2003 al 2004.

## Biografia
Di religione maronita, nacque nel 1939 ad Alma, un villaggio libanese nel distretto di Zgharta.
Giornalista professionista, ricoprì incarichi di alto livello nelle redazioni di vari quotidiani e riviste. Fu Ministro per gli Affari Arabi sotto due presidenti, Elias Sarkis e Amin Gemayel (1983-1987). Quest'ultimo lo nominò anche inviato speciale in Siria.
L'11 febbraio 1987, Obeid incontrò il presidente del parlamento Hussein Husseini e subito dopo fu rapito da nove uomini armati a Beirut ovest.  Venne liberato illeso dopo quattro giorni.
Fu deputato dal 1991 al 2005 senza interruzione. Dal 1996 al 1998 fu Ministro dell'Educazione, della Gioventù e dello Sport. Nel biennio 2003-04 fu invece Ministro degli Esteri. Venne rieletto deputato nel 2018 e lo rimase fino alla morte, avvenuta nel febbraio del 2021 per complicazioni da Covid-19. Aveva 5 figli.